# Turus (Kemiri)
Turus is een bestuurslaag in het regentschap Purworejo van de provincie Midden-Java, Indonesië. Turus telt 1398 inwoners (volkstelling 2010).